# Евсеев, Евгений Васильевич
Евге́ний Васи́льевич Евсе́ев (укр. Євген Васильович Євсеев; 16 апреля 1987, Киев, Украинская ССР, СССР — 19 августа 2011, Калуш, Ивано-Франковская область, Украина) — украинский футболист, защитник. Сын советского футболиста Василия Евсеева.

## Биография

### Клубная карьера
Воспитанник киевского «Динамо». В ДЮФЛ кроме «Динамо» выступал за клубы «Смена-Оболонь» и «Отрадный». В 2004 году перешёл в киевский ЦСКА, который выступал в Первой лиге. За «армейцев» дебютировал 6 октября 2004 года в матче против ахтырского клуба «Нефтяник-Укрнафта» (2:2), в том матче Евсеев получил жёлтую карточку. Всего за ЦСКА провёл 38 матчей. Летом 2006 года перешёл в киевский «Арсенал». В чемпионате Украины дебютировал 1 апреля 2007 года в матче против днепропетровского «Днепра» (1:1), в том матче забил гол на 27 минуте.

### Карьера в сборной
Впервые в сборную Украины до 21 года его пригласил Павел Яковенко на матчи турнира памяти Валерия Лобановского. Дебютировал в полуфинальном матче 19 августа 2008 года против Болгарии (1:0), на 78-й минуте Евсеев сбил возле собственной штрафной площадки соперника, за что получил красную карточку. Дальше прошли болгары, и в финале проиграли сборной Польши 0:3. 28 августа 2008 года попал в заявку молодёжной сборной Украины, которая 9 сентября 2008 года должна была на выезде играть против сборной Чехии в рамках отборочного цикла Евро 2009. В матче участия не принял.
19 августа 2011 года Евсеев попал в автокатастрофу. Помимо него, в машине находились ещё двое человек. Они выжили, а сам футболист погиб.
Похоронен на Лесном кладбище в Киеве рядом с отцом, советским футболистом Василием Евсеевым. Участок 79.

## Личная жизнь
Отец Василий Евсеев, в прошлом профессиональный футболист. Покончил жизнь самоубийством летом 2010 года.

## Статистика
| Сезон   | Клуб           | Лига         | Чемпионат | Чемпионат | Кубок | Кубок |
| Сезон   | Клуб           | Лига         | Игры      | Голы      | Игры  | Голы  |
| ------- | -------------- | ------------ | --------- | --------- | ----- | ----- |
| 2004/05 | ЦСКА (Киев)    | Первая лига  | 16        | 0         | 0     | 0     |
| 2005/06 | ЦСКА (Киев)    | Первая лига  | 22        | 0         | 1     | 0     |
| 2006/07 | Арсенал (Киев) | Высшая лига  | 8         | 1         | 0     | 0     |
| 2007/08 | Арсенал (Киев) | Высшая лига  | 10        | 1         | 1     | 0     |
| 2008/09 | Арсенал (Киев) | Премьер-лига | 29        | 0         | 2     | 0     |
| 2009/10 | Арсенал (Киев) | Премьер-лига | 14        | 2         | 1     | 0     |
| 2010/11 | Арсенал (Киев) | Премьер-лига | 0         | 0         | 0     | 0     |